# Lampadena urophaos atlantica
Lampadena urophaos atlantica is een ondersoort van de straalvinnige vissen uit de familie van de lantaarnvissen (Myctophidae). De wetenschappelijke naam van de soort is voor het eerst geldig gepubliceerd in 1969 door Maul.